# Воскресенка (Волноваський район)
Воскре́сенка — село Комарської сільської громади Волноваського району Донецької області, Україна.

## Загальні відомості
Відстань до селища Велика Новосілка становить близько 29 км і проходить автошляхом місцевого значення.
Землі села межують із територією с. Січневе Синельниківського району Дніпропетровської області.

## Населення
За даними перепису 2001 року населення села становило 532 особи, з них 92,67 % зазначили рідною мову українську, 7,14 % — російську та 0,19 % — грецьку мову.